# لیسرگیک اسید متیل استر
لیسرگیک اسید متیل استر (به انگلیسی: Lysergic acid methyl ester) یک ترکیب شیمیایی با شناسه پاب‌کم ۱۱۴۱۴۸۶۰ است. 